# Patrick Breyer
Ne doit pas être confondu avec Breyer.
Patrick Breyer, né le 29 avril 1977 à Francfort-sur-le-Main, est un homme politique allemand, membre du Parti des pirates.
Militant des droits civils, il est membre du Landtag de Schleswig-Holstein de 2012 à 2017.
Il est élu député européen en 2019. Il siège au groupe des Verts/Alliance libre européenne.